# جان-كلير توديبو
جان-كلير توديبو (بالفرنسية: Jean-Clair Todibo؛ مواليد 30 ديسمبر 1999) هو لاعب كرة قدم فرنسي يلعب في مركز قلب دفاع ويلعب حاليًا مع نادي وست هام يونايتد الإنجليزي، وسبق أن لعب مع ناديي بنفيكا البرتغالي وبرشلونة الإسباني.
تم تصنيف توديبو كواحد من أبرز المدافعين الواعدين في العالم.

## مسيرته
انضم توديبو إلى نادي تولوز في عام 2016 قادمًا من نادي ليس ليلاس. لعب توديبو لأول مرة في الدوري الفرنسي الدرجة الأولى في 19 أغسطس 2018 في ديربي دي لا غارون ضد نادي جيروندان بوردو، حيث فاز فريقه بالمباراة بنتيجة 2-1 بعدما شارك في 89 دقيقة.
في 8 يناير 2019، توصل توديبو إلى اتفاق مع نادي برشلونة من أجل الانضمام لهم في 1 يوليو انتهاء مدة عقده مع نادي تولوز، بصفقة انتقال مجانية، مع انتهاء مدة عقده.

## الإحصائيات

### الأندية
آخر تحديث 3 نوفمبر 2018.
| النادي        | الموسم        | الدوري                        | الدوري | الدوري  | الكأس | الكأس   | كأس السوبر | كأس السوبر | أوروبياً | أوروبياً | أخرى | أخرى    | المجموع | المجموع |
| النادي        | الموسم        | الدوري                        | لعب    | الأهداف | لعب   | الأهداف | لعب        | الأهداف    | لعب     | الأهداف | لعب  | الأهداف | لعب     | الأهداف |
| ------------- | ------------- | ----------------------------- | ------ | ------- | ----- | ------- | ---------- | ---------- | ------- | ------- | ---- | ------- | ------- | ------- |
| تولوز ب       | 2016–17       | الدوري الفرنسي الدرجة الثانية | 1      | 0       | —     | —       | —          | —          | —       | —       | —    | —       | 1       | 0       |
| تولوز ب       | 2017–18       | الدوري الفرنسي الدرجة الثانية | 8      | 0       | —     | —       | —          | —          | —       | —       | —    | —       | 8       | 0       |
| تولوز ب       | المجموع       | المجموع                       | 9      | 0       | —     | —       | —          | —          | —       | —       | —    | —       | 9       | 0       |
| تولوز         | 2018–19       | الدوري الفرنسي الدرجة الأولى  | 10     | 1       | 0     | 0       | 0          | 0          | —       | —       | —    | —       | 10      | 1       |
| برشلونة       | 2018–19       | الدوري الإسباني الدرجة الأولى | 0      | 0       | 0     | 0       | —          | —          | 0       | 0       | —    | —       | 0       | 0       |
| المجموع الكلي | المجموع الكلي | المجموع الكلي                 | 19     | 1       | 0     | 0       | 0          | 0          | 0       | 0       | 0    | 0       | 19      | 1       |

## وصلات خارجية
جان-كلير توديبو على موقع الاتحاد الأوربي (الإنجليزية)
- جان-كلير توديبو على موقع قاعدة بيانات كرة القدم.إي يو (الإنجليزية)
- جان-كلير توديبو على موقع ليكيب (الفرنسية)
- جان-كلير توديبو على موقع Soccerbase.com (لاعب) (الإنجليزية)
- جان-كلير توديبو على موقع Soccerway.com (الإنجليزية)
- جان-كلير توديبو على موقع عالم كرة القدم.نت (الإنجليزية)
- جان-كلير توديبو على موقع AS.com (الإسبانية)